# Horváth László (állatorvos)
Horváth László (Földeák, 1923. június 13. – Kiskunhalas, 2022. június 3.) magyar állatorvos, országgyűlési képviselő.

## Életpályája

### Iskolái
Szülővárosában végezte el a négyosztályos elemi iskolát. 1941-ben érettségizett a Makói József Attila Gimnáziumban. 1945-ben diplomázott a budapesti Állatorvostudományi Egyetemen.

### Pályafutása
1950–1952 között az Állatorvostudományi Egyetem anatómiai tanszékén tanársegéd volt. 1952–1953 között az Országos Állategészségügyi Intézet általános kórboncnoka volt. 1953–1956 között Szőregen, Mórahalmon és Csanádpalotán gyakorló állatorvos volt. 1956-ban a csanádpalotai Nemzeti Bizottság vezetője volt. 1957-ben letartóztatták, internálták, hét hónapi börtönbüntetésre ítélték. 1958–1959 között rendőri felügyelet alatt állt; segédmunkás volt a Kiskunhalasi Városi Vágóhídon. 1959–1964 között Kiskunhalason körzeti állatorvos volt. 1967–1983 között városi főállatorvos volt. 1982-től a helyi Vörös Október Mgtsz. állatorvosaként dolgozott. 1991-től a Magyar Állatvédő Szövetség elnöke volt. 1994-ben nyugdíjba vonult. 1996-tól a Magyar Állatorvosi Kamara Bács-Kiskun Megyei Szervezet titkára, majd alelnöke volt. 2003-ban alapító elnöke lett Kiskunhalason az Állatvédő és Természetbarát Egyesületnek. 2012-ben a Magyar Állatorvosi Kamara Bács-Kiskun Megyei Szervezet titkárává újraválasztották.

### Politikai pályafutása
1989–1992 között az FKGP tagja volt. 1990–1994 között országgyűlési képviselő (Kiskunhalas; 1990–1991: FKGP; 1991–1993: 36-ok; 1993–1994: EKGP) volt. 1991–1992 között a Nemzetbiztonsági bizottság titkára, 1992–1994 között alelnöke volt. 1992-ben az FKGP tört. tagozata országos szervezőbizottságának elnöke majd ügyvivője volt. 1992–1994 között az Önkormányzati, közigazgatási, belbiztonsági és rendőrségi bizottság tagja volt. 1993-ban a Történelmi Kisgazdapárt tagja volt. 1993-tól az EKGP alelnöke volt. 1994-ben az EKGP képviselőjelöltje volt. 1998-ban Kiskunhalason önkormányzati képviselővé választották.

## Családja
Szülei: Horváth László és Kurunczi Anna voltak. 1980-ban házasságot kötött Sárkány Erzsébettel. Négy gyermeke volt: Anikó (1952), László (1964), Ottó (1981) és Árpád (1985).

## Díjai
- Miniszteri dicséret (1968, 1971)
- Kiskunhalas Városért (2010)
- Tolnay Sándor-díj (2011)
- Mócsy emlékérem (2013)
- Gránit diploma (2020)